# Tryggevælde Å
Tryggevælde Å er en ca. 35 km lang å, der starter ved Dalby (hvor åen starter fra Freerslev Å), og  løber ud i Køge Bugt ved Strøby Egede på Syd-Øst Sjælland, lidt syd for Køge.
Åen løber igennem eller forbi: Valløby, Strøby, Varpelev, Hårlev, Karise, og derefter Dalby.
Tryggevælde Å anses for at udgøre den nordlige grænsen imellem halvøen Stevns og det øvrige Sjælland.
I folkevisetraditionen skal man altid være varsom med at krydse vand, og når man krydser Tryggevælde Å til Stevns udsætter man sig for fristelser fra Elverfolket.
Sydøst for Valløby ligger Elbækengen, hvor Danmarks Naturfond i
2006 købte et område, med det formål at bevare et af Danmarks
mest værdifulde ektremrigkær, et lysåbent
fugtigbundsområde, hvor vandet kommer fra grundvand og
hvor jordbunden i dele af året er helt vandmættet, hvilket  giver vækstbetingelser for et meget varieret plante- og dyreliv.
Den nedre del af åen fra Hårlev  og til udløbet, og områder langs den, er udlagt til Natura 2000-område nr. 149 Tryggevælde Ådal

## Eksterne kilder og henvisninger
- Elbækengen ved Køge Arkiveret 28. oktober 2018 hos  Wayback Machine, danmarksnaturfond.dk
- Folder folder fra Danmarks Naturfond

55°23′46″N 12°15′20″Ø / 55.39611°N 12.25556°Ø